# Episodi di Strike Back (prima stagione)
La prima stagione della serie televisiva Strike Back, intitolata Chris Ryan's Strike Back in seguito al rinnovo a una seconda stagione, è stata trasmessa in prima visione dal canale britannico Sky1 dal 5 al 19 maggio 2010, mentre negli Stati Uniti è andata in onda su Cinemax dal 25 ottobre al 23 novembre 2013.
In Italia la stagione è stata trasmessa su FX dal 3 al 17 febbraio 2011.
| nº | Titolo originale | Titolo italiano       | Prima TV UK    | Prima TV USA     | Prima TV Italia  |
| -- | ---------------- | --------------------- | -------------- | ---------------- | ---------------- |
| 1  | Episode 1        | Iraq - Parte 1        | 5 maggio 2010  | 25 ottobre 2013  | 3 febbraio 2011  |
| 2  | Episode 2        | Iraq - Parte 2        | 5 maggio 2010  | 1º novembre 2013 | 3 febbraio 2011  |
| 3  | Episode 3        | Zimbabwe - Parte 1    | 12 maggio 2010 | 8 novembre 2013  | 10 febbraio 2011 |
| 4  | Episode 4        | Zimbabwe - Parte 2    | 12 maggio 2010 | 15 novembre 2013 | 10 febbraio 2011 |
| 5  | Episode 5        | Afghanistan - Parte 1 | 19 maggio 2010 | 22 novembre 2013 | 17 febbraio 2011 |
| 6  | Episode 6        | Afghanistan - Parte 2 | 19 maggio 2010 | 29 novembre 2013 | 17 febbraio 2011 |